# Ermita del Humilladero (Calanda)

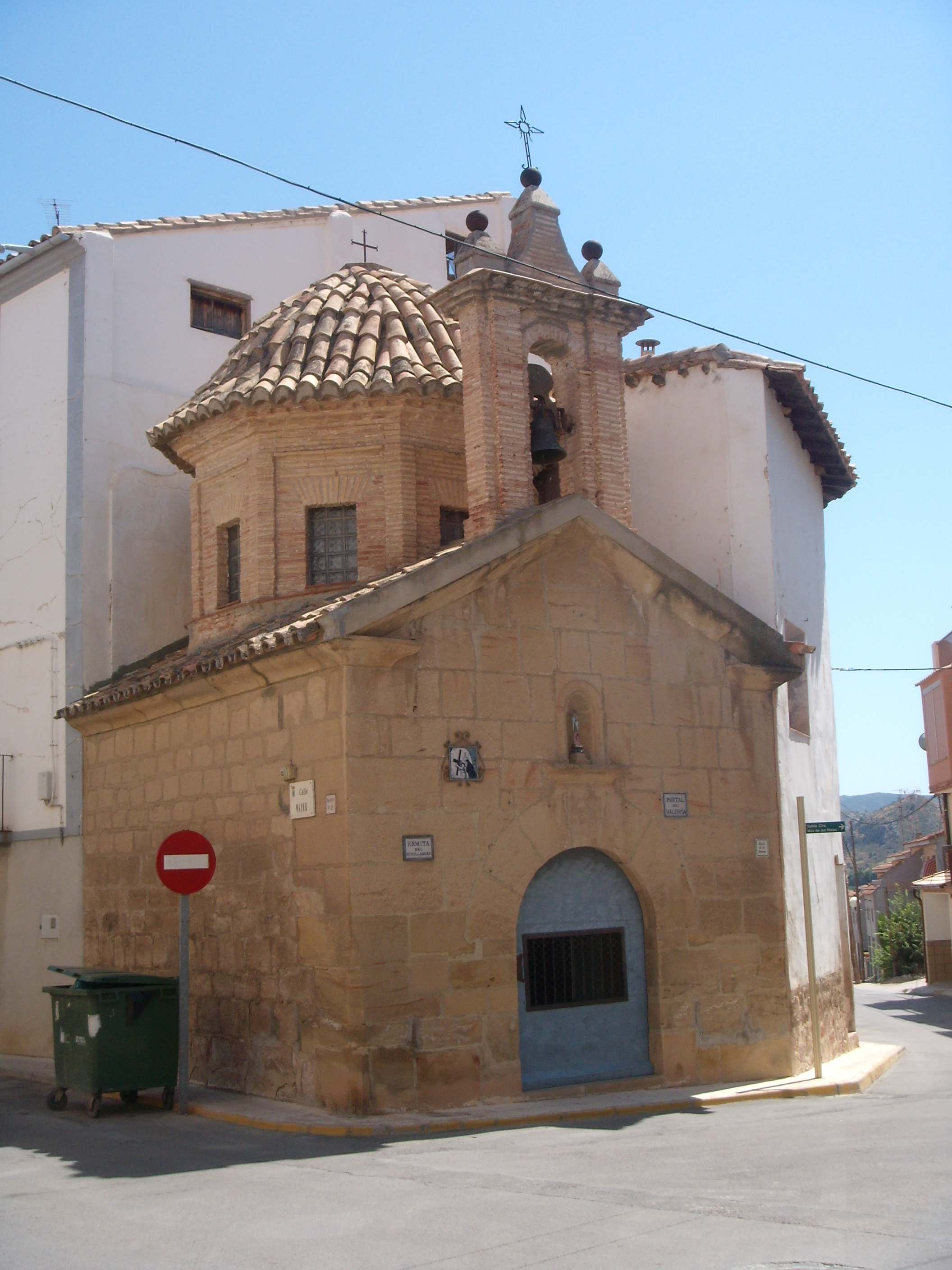
Ermita del Humilladero (Calanda).

La ermita del Humilladero de Calanda, dedicada a la Virgen del Pilar, está situada en una de las antiguas entradas a la población, la denominada del "Portal de Valencia". Su construcción se remonta a los siglos XV y XVI, en un estilo renacentista distorsionado a lo largo del tiempo por diversas adiciones. Recibía su nombre porque se edificó junto a un humilladero o cruz de término.

## Descripción
Se trata de un pequeño oratorio, de una sola nave, realizado en piedra sillar. La cubrición está realizada por medio de una cúpula sobre pechinas, presentando forma octogonal al exterior. La fachada, de cierta pobreza, destaca en su frente por su puerta, con arco de medio punto. Edificio esquemático, desnaturalizado por la espadaña de ladrillo que se alza sobre el frontón, destaca en cualquier caso por la unidad de estilo que ofrece su fábrica que utiliza, salvo para la espadaña, sillar.